# Rhynchospora pedersenii
Rhynchospora pedersenii är en halvgräsart som beskrevs av Encarnación Rosa Guaglianone. Rhynchospora pedersenii ingår i släktet småag, och familjen halvgräs. Inga underarter finns listade i Catalogue of Life.